# Nikolaj Batjuk
Nikolaj Filippovič Batjuk (in russo Николай Филиппович Батюк?; Ochtyrka, 19 dicembre 1905 – Slov"jans'k, 27 luglio 1943) è stato un generale sovietico, comandante della 284. divisione di fanteria dell'Armata Rossa durante la Battaglia di Stalingrado.

## Biografia
Nikolaj Batjuk, colonnello comandante della 284. Divisione fucilieri dell'Armata Rossa (costituita principalmente da siberiani), divenne brevemente famoso per le imprese dei suoi uomini durante i furibondi scontri nelle rovine della città di Stalingrado durante la seconda guerra mondiale. Di salute cagionevole (soffriva di problemi circolatori e artritici), Batjuk si dimostrò un comandante valoroso e combattivo, estremamente energico nella condotta degli aspri scontri casa per casa durante la battaglia.
I suoi siberiani combatterono con grande coraggio, a partire dal loro primo impiego all'interno della città nella seconda metà del settembre 1942. Queste truppe, particolarmente idonee agli scontri ravvicinati e alle imboscate, erano molto temute dalle truppe tedesche e riuscirono a sostenere per due mesi i combattimenti nella zona dell'imbarcadero centrale di Stalingrado e della collina del Mamaev Kurgan che difesero con grande ostinazione e tenacia. Tra le truppe della divisione siberiana di Batjuk militavano anche molti celebri cecchini sovietici,tra cui il famosissimo Vasily Zaitsev raccontato nel film Il nemico alle porte.
Dopo la vittoria definitiva nella battaglia, la divisione di Batjuk venne ridenominata, in premio per il valore dimostrato, 79. Divisione fucilieri della Guardia e avrebbe continuato a combattere validamente per il resto della guerra. Nikolaj Batjuk, promosso generale, tuttavia non avrebbe visto la fine vittoriosa della lotta; sarebbe infatti morto in azione nell'estate 1943 durante le grandi battaglie del Dniepr nel settore meridionale del fronte orientale.